# آنتون لوندکویست
آنتون لوندکویست (سوئدی: Anton Lundqvist؛ زادهٔ ۱۶ سپتامبر ۱۹۸۹) هنرپیشه و خواننده اهل سوئد است. وی از سال ۲۰۰۵ میلادی تاکنون مشغول فعالیت بوده‌است. وی بازیگر فیلم‌هایی همچون مجموعه تلویزیونی قتل‌های ساندهام و پل بوده است.